# Hôtel de ville de Courbevoie
L'hôtel de ville de Courbevoie est le principal bâtiment administratif de cette ville des Hauts-de-Seine.

## Ancienne mairie
Érigé en 1858 par l’architecte Paul-Eugène Lequeux, c'est un des lieux remarquables de la ville de Courbevoie. Le décor extérieur et les ornements intérieurs ont été réalisés par le sculpteur Louis Nicolas Adolphe Megret.
La salle des mariages a été peinte par Alexandre Séon.
Elle accueille toujours les mariages ainsi que des évenements culturels et des réunions.

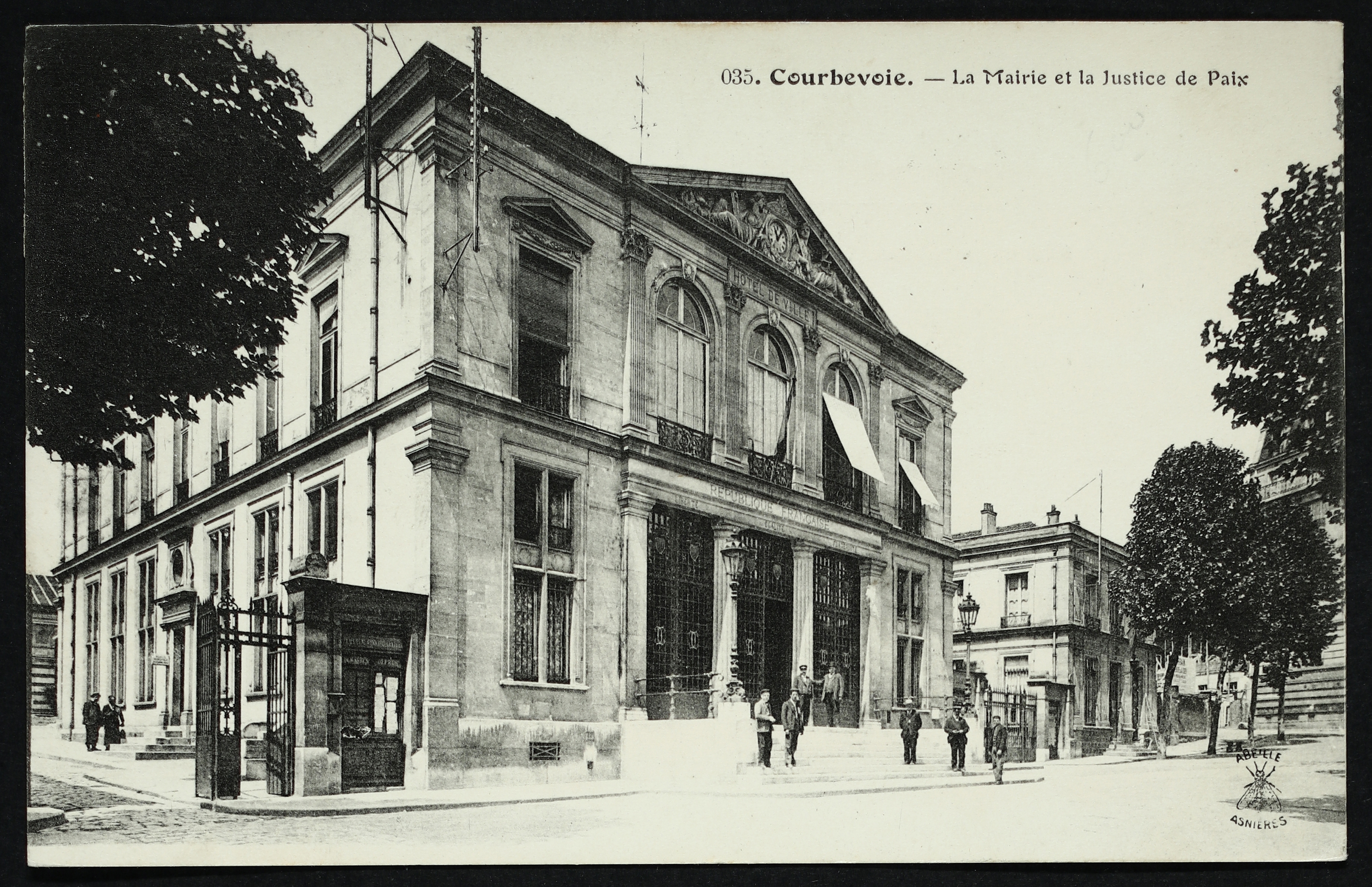
La mairie et la Justice de Paix.
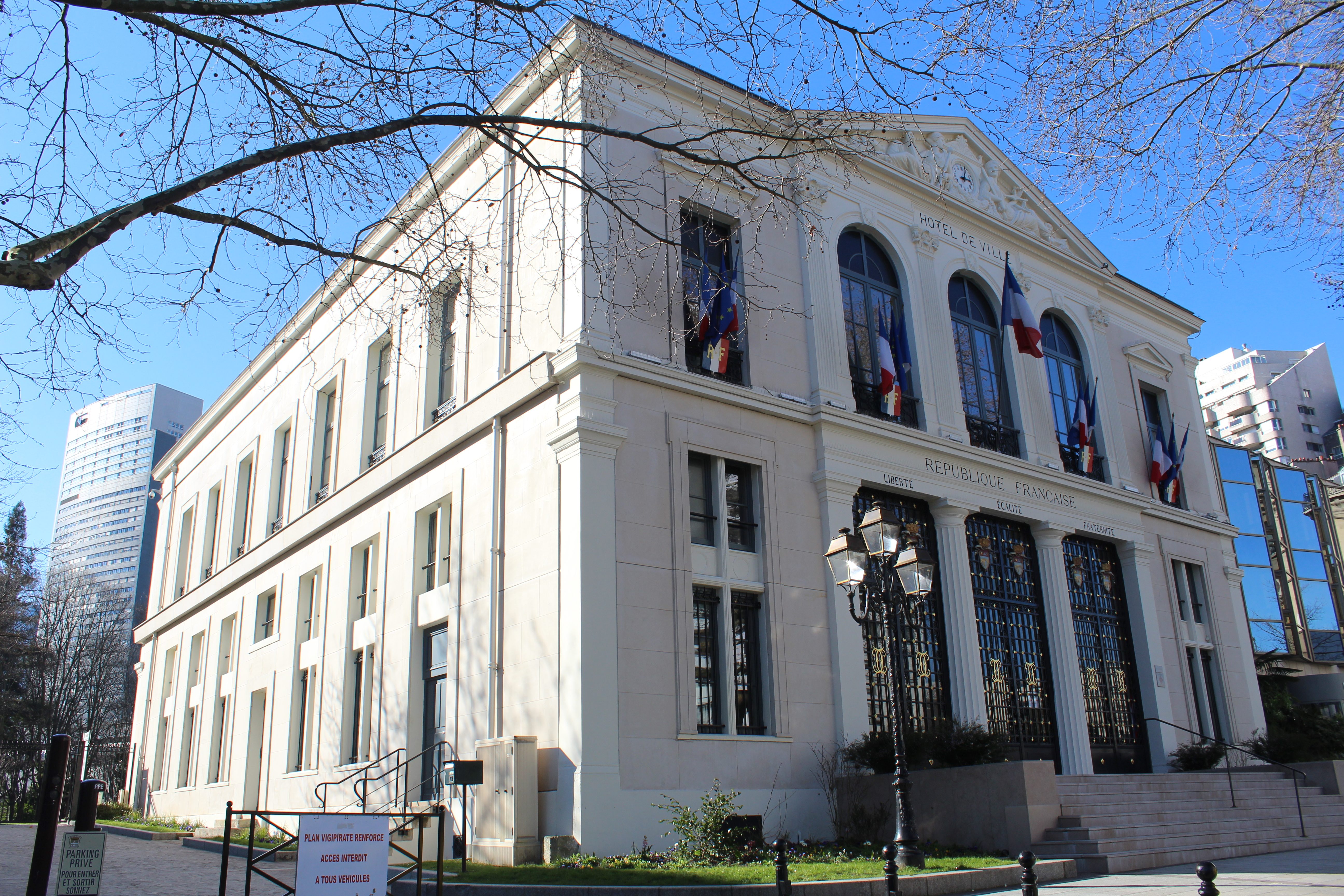
En 2018.

## Nouvelle mairie
En 1983, la Municipalité de Courbevoie fait construire un nouveau bâtiment, à côté de l’ancienne mairie. 